# Julia Stone

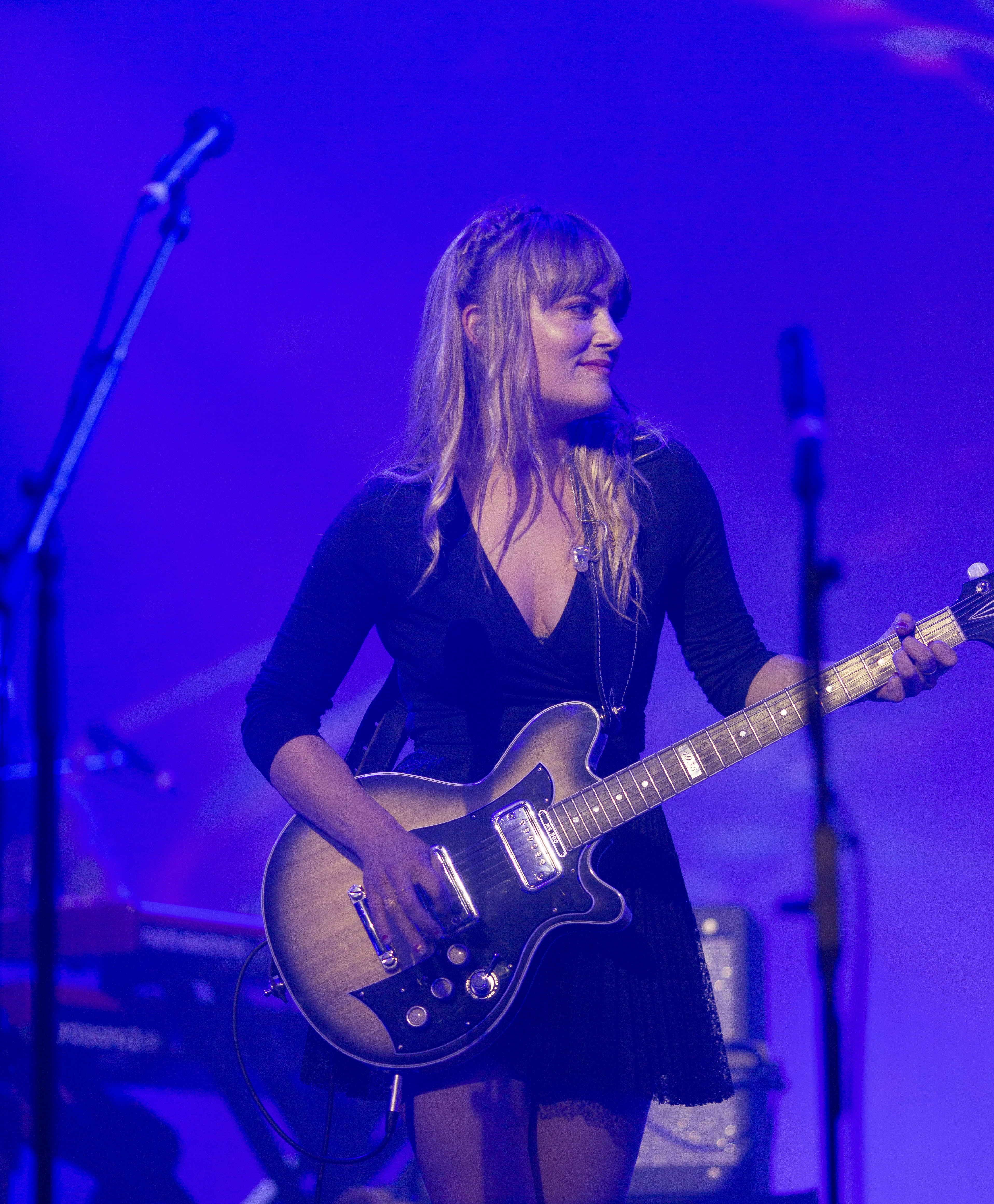
Julia Stone beim Byron Bay Bluesfest 2015 in Byron Bay

Julia Natasha Stone (* 13. April 1984 in Sydney) ist eine australische Singer-Songwriterin, die mit ihrem Bruder als Duo Angus & Julia Stone bekannt wurde.

## Leben
Julia Stone war bereits in Kindertagen in der Schulband aktiv. 2006 gründete sie mit ihrem jüngeren Bruder Angus Stone das Duo Angus & Julia Stone, welches sich in den australischen Charts platzieren konnte. Trotz des Erfolges mit dem Duo startete sie parallel ab 2010 eine Solo-Karriere und veröffentlichte mit Memory Machine ihr Solo-Debütalbum. Im Juli 2018 trat Julia Stone mit ihrem Bruder Angus im Rahmen der Konzertreihe MTV Unplugged zusammen mit Udo Lindenberg in Hamburg im Kampnagel auf. 2021 erschien mit Everything is Christmas ein Weihnachtsalbum.

## Diskografie
- 2010: Memory Machine
- 2012: By the Horns
- 2021: Sixty Summers[3]
- 2021: Everything is Christmas (Coveralbum)
- 2024: Cape Forestier